# Untamed
Untamed (titulada Indomable en España) es una serie de televisión estadounidense de los géneros drama y misterio, producida para Netflix y ambientada en el Parque Nacional de Yosemite. Está protagonizada por Eric Bana, Lily Santiago, Rosemarie DeWitt y Sam Neill. Se estrenó el 17 de julio de 2025.

## Sinopsis
En el imponente y peligroso entorno del Parque Nacional de Yosemite, el agente especial Kyle Turner, miembro de la unidad de investigación del Servicio de Parques Nacionales, se enfrenta a un caso inquietante: el cuerpo de una joven aparece al pie de El Capitán. Aún marcado por la pérdida de su hijo, Turner colabora con la guardabosques novata Naya Vasquez para esclarecer lo que, en apariencia, es un asesinato encubierto. A medida que avanza la investigación, salen a la luz secretos enterrados, redes de narcotráfico, desapariciones sin resolver y una trama de corrupción interna. Cada descubrimiento acerca a Turner no solo a la identidad de la víctima —una joven desaparecida años atrás—, sino también a las heridas no cerradas de quienes la buscan.

## Reparto

### Principal
- Eric Bana como Kyle Turner, agente especial del Servicio de Investigación del Servicio de Parques Nacionales (ISB) en Yosemite, marcado por la trágica pérdida de su hijo hace seis años.
- Sam Neill como Paul Souter, jefe de los guardabosques de Yosemite y mentor de Turner.
- Rosemarie DeWitt como Jill Bodwin, exesposa de Turner y antigua profesora.
- Lily Santiago como Naya Vasquez, una joven guardabosques recién trasladada desde Los Ángeles que asiste a Turner en la investigación.
- Wilson Bethel como Shane Maguire, encargado de la gestión de fauna en Yosemite y exranger del Ejército de los Estados Unidos.

### Recurrentes
- William Smillie como Bruce Milch, veterano guardabosques del parque.
- Raoul Max Trujillo como Jay Stewart, colega indígena de Turner, conocedor de la simbología y el legado local.
- Joe Holt como Lawrence Hamilton, superintendente del parque, centrado en preservar la imagen institucional en plena crisis.
- Josh Randall como Scott Bodwin, actual marido de Jill y dentista.
- Ezra Franky como Lucy Cook, la presunta víctima, inicialmente identificada como Jane Doe, con un pasado marcado por abusos y desapariciones.
- Nicola Correia-Damude como Esther Avalos, abogada que presiona a Turner por la desaparición no resuelta de Sean Sanderson.
- Trevor Carroll como el Sr. Begay.

## Producción
La serie es una coproducción de Warner Bros. Television y John Wells Productions. Está creada por Mark L. Smith y Elle Smith, quienes también ejercen como guionistas, showrunners y productores ejecutivos junto con Eric Bana (quien también protagoniza), John Wells y Erin Jontow (John Wells Productions), Todd Black y Tony Shaw (Escape Artists Entertainment), Steve Lee Jones (Bee Holder Productions) y Cliff Roberts (Syndicate Entertainment).
Sam Neill, Lily Santiago, Rosemarie DeWitt y Wilson Bethel se unieron al elenco en junio de 2024.
El rodaje comenzó en Vancouver, Columbia Británica en junio de 2024. Una de las locaciones destacadas fue el parque Chip Kerr.

## Estreno
La serie limitada se estrenó el 17 de julio de 2025 en la plataforma Netflix.

## Recepción
El agregador de críticas Rotten Tomatoes informó una aprobación del 79 % basada en 42 reseñas. Su consenso dice: "Impulsado por el carisma constante de Eric Bana, el sólido misterio de Untamed se ve realzado por el espectacular telón de fondo del Parque Nacional de Yosemite.” Metacritic, que calcula una media ponderada, otorgó una puntuación de 60 sobre 100 basada en 20 críticas, indicando “opiniones mixtas o promedio”.
Rebecca Onion de Slate escribió: “Bana y Smith saben cómo mantenerte enganchado, incluso cuando ciertos momentos resultan predecibles. En verano, todos somos turistas. Una historia en Yosemite encaja a la perfección.” Rebecca Nicholson de The Guardian la calificó con 3/5 estrellas y comentó: “No es el thriller más ingenioso, pero esas montañas son un deleite visual” 